# ناحیه امبتی، شهرستان بوتینو، داکوتای شمالی
شهرستان امبتی، بخش بوتینو، شمال داکوتا (به انگلیسی: Amity Township, Bottineau County, North Dakota) یک منطقهٔ مسکونی در ایالات متحده آمریکا است که در داکوتای شمالی واقع شده‌است.

## خصوصیات
شهرستان امبتی ۳۵ نفر جمعیت دارد و ۴۶۸ متر بالاتر از سطح دریا واقع شده‌است.